# Sambel Kunda (ort i Central River)
Sambel Kunda är en ort i Gambia. Den ligger i regionen Central River, i den östra delen av landet, 170 km öster om huvudstaden Banjul. Antalet invånare var 680 vid folkräkningen 2013.